# 德西默斯·拉贝里乌斯
德西默斯·拉贝里乌斯（英語：Decimus Laberius），（前105年—前43年）。古罗马剧作家之一，同时他也是一位骑士，他所创作的喜剧作品在当时的古罗马具有一定的影响力。贺拉斯曾在其作品中对他的作品进行过评价。

## 扩展阅读
- 本条目包含来自公有领域出版物的文本: Chisholm, Hugh (编).  (第11版). London: Cambridge University Press. 1911.